# Bóng đá tại Thế vận hội Mùa hè 2016 – Giải đấu Nam
Nội dung bóng đá nam tại Thế vận hội Mùa hè 2016 được diễn ra từ ngày 4 tới ngày 20 tháng 8. Đây là lần thứ 26 nội dung bóng đá nam được thi đấu tại Thế vận hội. Cùng với nội dung của nữ, môn bóng đá tại Thế vận hội Mùa hè 2016 được diễn ra tại sáu thành phố của Brasil, bao gồm thành phố chủ nhà Thế vận hội Rio de Janeiro, nơi diễn ra trận chung kết tại sân vận động Maracanã. Các đội tham gia nội dung thi đấu dành cho nam chỉ được đăng ký các cầu thủ dưới 23 tuổi (sinh sau 1 tháng 1 năm 1993) cùng với tối đa ba cầu thủ hơn tuổi.
Tháng 3 năm 2016, như một phần trong thử nghiệm của IFAB, sự thay đổi người thứ tư trong hiệp phụ được chấp thuận sử dụng tại giải.

## Lịch thi đấu
Lịch thi đấu bóng đá nam được công bố vào ngày 10 tháng 11 năm 2015.
| VB | Vòng bảng | ¼ | Tứ kết | ½ | Bán kết | B | Tranh hạng 3 | CK | Chung kết |

| Nội dung↓/Ngày → | Tư 3 | Năm 4 | Sáu 5 | Bảy 6 | CN 7 | Hai 8 | Ba 9 | Tư 10 | Năm 11 | Sáu 12 | Bảy 13 | CN 14 | Hai 15 | Ba 16 | Tư 17 | Năm 18 | Sáu 19 | Sáu 19 | Bảy 20 | Bảy 20 |
| ---------------- | ---- | ----- | ----- | ----- | ---- | ----- | ---- | ----- | ------ | ------ | ------ | ----- | ------ | ----- | ----- | ------ | ------ | ------ | ------ | ------ |
| Nam              |      | VB    |       |       | VB   |       |      | VB    |        |        | ¼      |       |        |       | ½     |        |        |        | B      | CK     |

## Vòng loại
Ngoài chủ nhà Brasil, đội tuyển của 15 quốc gia nam giới sẽ hội đủ điều kiện từ sáu liên đoàn lục địa riêng biệt. FIFA phê chuẩn sự phân bố của các điểm tại cuộc họp Ban chấp hành vào tháng 3 năm 2014.
| Phương tiện của vòng loại                             | Các ngày                           | Địa điểm1                             | Chi tiêu | Được vượt qua vòng loại |
| ----------------------------------------------------- | ---------------------------------- | ------------------------------------- | -------- | ----------------------- |
| Chủ nhà                                               | 2 tháng 10 năm 2009                | Đan Mạch                              | 1        | Brasil                  |
| Giải vô địch bóng đá U-23 châu Á 2016                 | 12 – 30 tháng 1 năm 2016           | Qatar                                 | 3        | Nhật Bản                |
| Giải vô địch bóng đá U-23 châu Á 2016                 | 12 – 30 tháng 1 năm 2016           | Qatar                                 | 3        | Hàn Quốc                |
| Giải vô địch bóng đá U-23 châu Á 2016                 | 12 – 30 tháng 1 năm 2016           | Qatar                                 | 3        | Iraq                    |
| Giải vô địch bóng đá U-23 châu Phi 2015               | 28 tháng 11 – 12 tháng 12 năm 2015 | Sénégal                               | 3        | Algérie                 |
| Giải vô địch bóng đá U-23 châu Phi 2015               | 28 tháng 11 – 12 tháng 12 năm 2015 | Sénégal                               | 3        | Nigeria                 |
| Giải vô địch bóng đá U-23 châu Phi 2015               | 28 tháng 11 – 12 tháng 12 năm 2015 | Sénégal                               | 3        | Nam Phi                 |
| Giải vô địch bóng đá trẻ CONCACAF 2015                | 1 – 13 tháng 10 năm 2015           | Hoa Kỳ                                | 2        | Honduras                |
| Giải vô địch bóng đá trẻ CONCACAF 2015                | 1 – 13 tháng 10 năm 2015           | Hoa Kỳ                                | 2        | México                  |
| Giải vô địch bóng đá trẻ Nam Mỹ 2015                  | 14 tháng 1 – 7 tháng 2 năm 2015    | Uruguay                               | 1        | Argentina               |
| Bóng đá nam tại Đại hội Thể thao Thái Bình Dương 2015 | 3 – 17 tháng 7 năm 2015            | Papua New Guinea                      | 1        | Fiji2                   |
| Giải vô địch bóng đá U-21 châu Âu 2015                | 17 – 30 tháng 6 năm 2015           | Cộng hòa Séc                          | 4        | Đan Mạch                |
| Giải vô địch bóng đá U-21 châu Âu 2015                | 17 – 30 tháng 6 năm 2015           | Cộng hòa Séc                          | 4        | Đức                     |
| Giải vô địch bóng đá U-21 châu Âu 2015                | 17 – 30 tháng 6 năm 2015           | Cộng hòa Séc                          | 4        | Bồ Đào Nha              |
| Giải vô địch bóng đá U-21 châu Âu 2015                | 17 – 30 tháng 6 năm 2015           | Cộng hòa Séc                          | 4        | Thụy Điển               |
| Trận play-off CONCACAF–CONMEBOL 2016                  | 21 – 29 tháng 3 năm 2016           | Nhiều quốc gia (sân nhà và sân khách) | 1        | Colombia                |
| Tổng cộng                                             |                                    |                                       | 16       |                         |

- ^1 Thời gian và địa điểm là của vòng chung kết (hoặc vòng cuối của vòng loại), các giai đoạn vòng loại khác nhau có thể thi đấu tại những sân khác nhau
- ^2 Quốc gia có lần đầu tiên thi đấu tại Thế vận hội

## Trọng tài
Ngày 2 tháng 5 năm 2016, FIFA công bố danh sách trọng tài trận đấu đó sẽ làm lễ tại Thế vận hội.
| Liên đoàn        | Trọng tài chính                      | Các trợ lý                                                         |
| ---------------- | ------------------------------------ | ------------------------------------------------------------------ |
| AFC              | Fahad Al-Mirdasi (Ả Rập Xê Út)       | Abdullah Al-Shalwai (Ả Rập Xê Út) Mohammed Al-Abakry (Ả Rập Xê Út) |
| AFC              | Alireza Faghani (Iran)               | Reza Sokhandan (Iran) Mohammadreza Mansouri (Iran)                 |
| AFC              | Ryuji Sato (Nhật Bản)                | Toru Sagara (Nhật Bản) Hiroshi Yamauchi (Nhật Bản)                 |
| CAF              | Gehad Grisha (Ai Cập)                | Rédouane Achik (Maroc) Waleed Ahmed (Sudan)                        |
| CAF              | Malang Diedhiou (Sénégal)            | Djibril Camara (Sénégal) El Hadji Malick Samba (Sénégal)           |
| CONCACAF         | Walter López Castellanos (Guatemala) | Leonel Leal (Costa Rica) Gerson López Castellanos (Guatemala)      |
| CONCACAF         | César Arturo Ramos (México)          | Marvin Torrentera (México) Miguel Hernández (México)               |
| CONMEBOL         | Néstor Pitana (Argentina)            | Hernán Maidana (Argentina) Juan Pablo Belatti (Argentina)          |
| CONMEBOL         | Sandro Ricci (Brasil)                | Emerson de Carvalho (Brasil) Marcelo Van Gasse (Brasil)            |
| CONMEBOL         | Roddy Zambrano (Ecuador)             | Christian Lescano (Ecuador) Byron Romero (Ecuador)                 |
| OFC              | Matthew Conger (New Zealand)         | Simon Lount (New Zealand) Tevita Makasini (Tonga)                  |
| UEFA             | Cüneyt Çakır (Thổ Nhĩ Kỳ)            | Bahattin Duran (Thổ Nhĩ Kỳ) Tarık Ongun (Thổ Nhĩ Kỳ)               |
| UEFA             | Ovidiu Hațegan (România)             | Octavian Șovre (România) Sebastian Gheorghe (România)              |
| UEFA             | Sergei Karasev (Nga)                 | Tikhon Kalugin (Nga) Nikolay Golubev (Nga)                         |
| UEFA             | Antonio Mateu Lahoz (Tây Ban Nha)    | Pau Cebrián Devis (Tây Ban Nha) Roberto Díaz Pérez (Tây Ban Nha)   |
| UEFA             | Clément Turpin (Pháp)                | Frédéric Cano (Pháp) Nicolas Danos (Pháp)                          |
| Trọng tài hỗ trợ | Diego Haro (Peru)                    | Diego Haro (Peru)                                                  |
| Trọng tài hỗ trợ | Joseph Lamptey (Ghana)               |                                                                    |

## Địa điểm

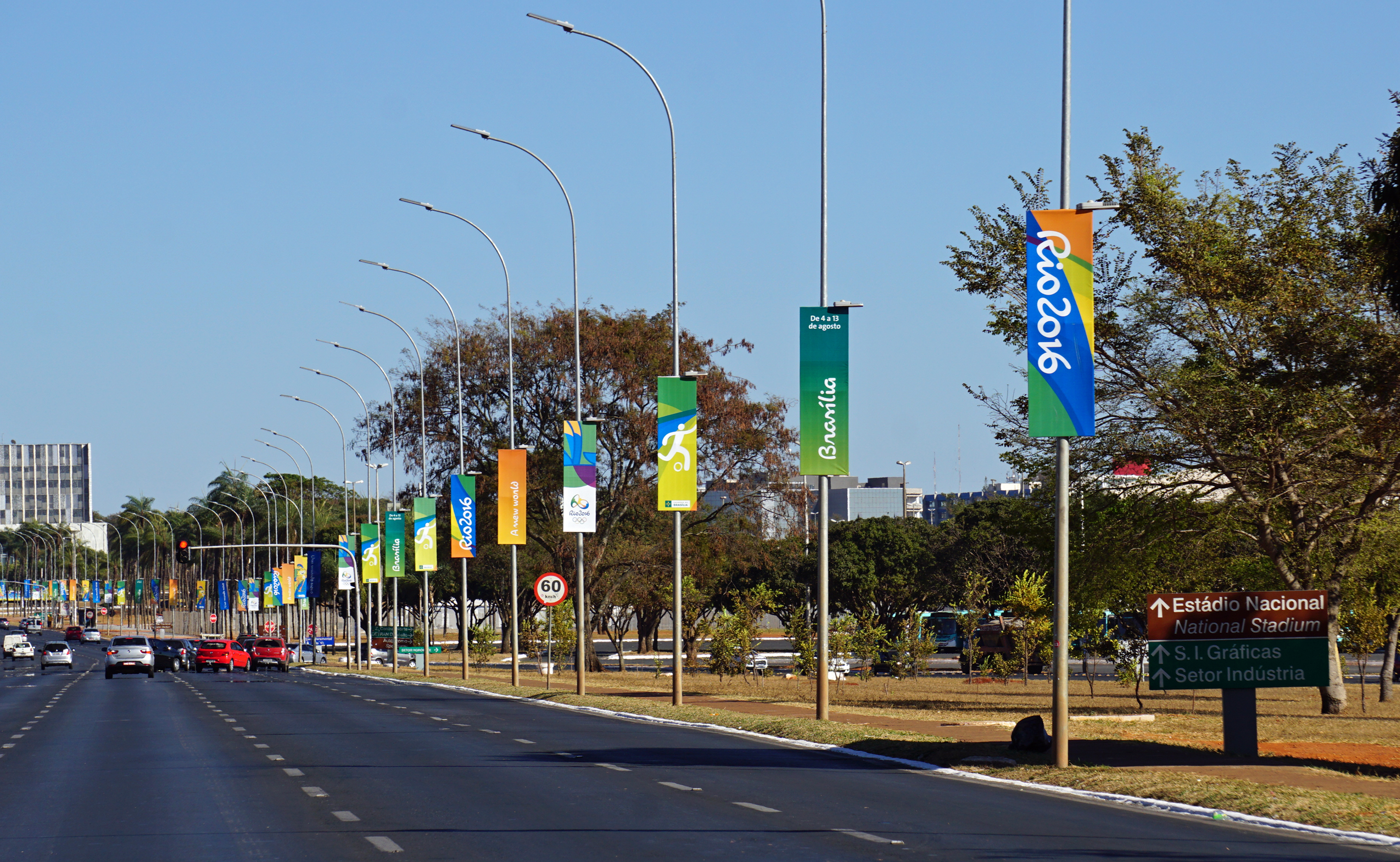
Quang cảnh Thế vận hội Mùa hè 2016 gần Estádio Nacional Mané Garrincha, Brasília, nơi diễn ra vài trận đấu.

Các trận đấu sẽ diễn ra trên bảy sân vận động thuộc sáu thành phố:
- Mineirão, Belo Horizonte
- Sân vận động Quốc gia Mané Garrincha, Brasília
- Arena da Amazônia, Manaus
- Sân vận động Maracanã, Rio de Janeiro
- Sân vận động Olímpico João Havelange, Rio de Janeiro
- Itaipava Arena Fonte Nova, Salvador
- Arena Corinthians, São Paulo

## Danh sách cầu thủ
Các đội tham gia nội dung thi đấu dành cho nam chỉ được đăng ký các cầu thủ dưới 23 tuổi (sinh sau 1 tháng 1 năm 1993) cùng với tối đa ba cầu thủ hơn tuổi. Mỗi đội phải gồm đủ 18 cầu thủ, trong đó phải có hai thủ môn. Mỗi đội cũng phải đăng ký danh sách bốn cầu thủ, được thay thế bất kỳ cầu thủ nào trong đội hình trong trường hợp chấn thương trong giải.

## Bốc thăm
Lễ bốc thăm được diễn ra ngày 14 tháng 4 năm 2016, lúc 10:30 BRT (UTC−3), tại sân vận động Maracanã, Rio de Janeiro. 16 đội tuyển nam được bốc thăm vào bốn bảng mỗi bảng bốn đội. Các đội sẽ được chia làm bốn nhóm hạt giống dựa vào thành tích của năm kỳ Thế vận hội trước đó (với các kỳ càng gần điểm càng cao), cộng với điểm thưởng cho sáu nhà vô địch vòng loại châu lục (Nhật Bản, Nigeria, Mexico, Argentina, Fiji, Thụy Điển). Chủ nhà Brasil được mặc định vị trí A1. Không bảng đấu nào gồm nhiều hơn một đội của cùng một liên đoàn châu lục.
| Nhóm 1                                                 | Nhóm 2                                 | Nhóm 3                                    | Nhóm 4                                |
| ------------------------------------------------------ | -------------------------------------- | ----------------------------------------- | ------------------------------------- |
| - Brasil (mặc định A1) - Argentina - México - Nhật Bản | - Nigeria - Hàn Quốc - Honduras - Iraq | - Thụy Điển - Fiji - Bồ Đào Nha - Nam Phi | - Algérie - Colombia - Đan Mạch - Đức |

## Vòng bảng
Hai đội đứng đầu mỗi bảng sẽ lọt vào tứ kết. Việc xếp hạng các đội được xác định theo tiêu chí sau:
1. Điểm giành được trong tất cả các trận đấu;
2. Hiệu số bàn thắng trong tất cả các trận đấu;
3. Số bàn thắng ghi được trong tất cả các trận đấu;

Nếu hai hoặc hơn số đội bằng nhau ở cả ba tiêu chí trên, việc xếp hạng sẽ được xác định như sau:
1. Điểm giành được trong các trận đấu của các đội liên quan;
2. Hiệu số bàn thắng trong các trận đấu của các đội liên quan;
3. số bàn thắng ghi được trong các trận đấu của các đội liên quan;
4. Bốc thăm bởi Ban tổ chức FIFA.

### Bảng A
| VT | Đội        | ST | T | H | B | BT | BB | HS | Đ | Giành quyền tham dự |
| -- | ---------- | -- | - | - | - | -- | -- | -- | - | ------------------- |
| 1  | Brasil (H) | 3  | 1 | 2 | 0 | 4  | 0  | +4 | 5 | Tứ kết              |
| 2  | Đan Mạch   | 3  | 1 | 1 | 1 | 1  | 4  | −3 | 4 | Tứ kết              |
| 3  | Iraq       | 3  | 0 | 3 | 0 | 1  | 1  | 0  | 3 |                     |
| 4  | Nam Phi    | 3  | 0 | 2 | 1 | 1  | 2  | −1 | 2 |                     |

| Iraq | 0–0                                | Đan Mạch |
| ---- | ---------------------------------- | -------- |
|      | Chi tiết (Rio2016) Chi tiết (FIFA) |          |

| Brasil | 0–0                                | Nam Phi |
| ------ | ---------------------------------- | ------- |
|        | Chi tiết (Rio2016) Chi tiết (FIFA) |         |

| Đan Mạch | 1–0                                | Nam Phi |
| -------- | ---------------------------------- | ------- |
| Skov 69' | Chi tiết (Rio2016) Chi tiết (FIFA) |         |

| Brasil | 0–0                                | Iraq |
| ------ | ---------------------------------- | ---- |
|        | Chi tiết (Rio2016) Chi tiết (FIFA) |      |

| Đan Mạch | 0–4                                | Brasil                                          |
| -------- | ---------------------------------- | ----------------------------------------------- |
|          | Chi tiết (Rio2016) Chi tiết (FIFA) | Gabriel 26', 80' · Gabriel Jesus 40' · Luan 50' |

| Nam Phi   | 1–1                                | Iraq       |
| --------- | ---------------------------------- | ---------- |
| Motupa 6' | Chi tiết (Rio2016) Chi tiết (FIFA) | Luaibi 14' |

### Bảng B
| VT | Đội       | ST | T | H | B | BT | BB | HS | Đ | Giành quyền tham dự |
| -- | --------- | -- | - | - | - | -- | -- | -- | - | ------------------- |
| 1  | Nigeria   | 3  | 2 | 0 | 1 | 6  | 6  | 0  | 6 | Tứ kết              |
| 2  | Colombia  | 3  | 1 | 2 | 0 | 6  | 4  | +2 | 5 | Tứ kết              |
| 3  | Nhật Bản  | 3  | 1 | 1 | 1 | 7  | 7  | 0  | 4 |                     |
| 4  | Thụy Điển | 3  | 0 | 1 | 2 | 2  | 4  | −2 | 1 |                     |

| Thụy Điển                 | 2–2                                | Colombia                  |
| ------------------------- | ---------------------------------- | ------------------------- |
| Ishak 43' · Ajdarević 62' | Chi tiết (Rio2016) Chi tiết (FIFA) | Gutierréz 17' · Pabón 75' |

| Nigeria                                    | 5–4                                | Nhật Bản                                                    |
| ------------------------------------------ | ---------------------------------- | ----------------------------------------------------------- |
| Sadiq 6' · Etebo 10', 42', 52' (pen.), 66' | Chi tiết (Rio2016) Chi tiết (FIFA) | Shinzo 9' (ph.đ.) · Takumi 12' · Takuma 70' · Musashi 90+5' |

| Thụy Điển | 0–1                                | Nigeria   |
| --------- | ---------------------------------- | --------- |
|           | Chi tiết (Rio2016) Chi tiết (FIFA) | Sadiq 40' |

| Nhật Bản                 | 2–2 | Colombia                            |
| ------------------------ | --- | ----------------------------------- |
| Asano 67' · Nakajima 74' |     | Gutiérrez 59' · Fujiharu 65' (l.n.) |

| Nhật Bản   | 1–0                                | Thụy Điển |
| ---------- | ---------------------------------- | --------- |
| Yajima 65' | Chi tiết (Rio2016) Chi tiết (FIFA) |           |

| Colombia                         | 2–0                                | Nigeria |
| -------------------------------- | ---------------------------------- | ------- |
| Gutiérrez 4' · Pabón 63' (ph.đ.) | Chi tiết (Rio2016) Chi tiết (FIFA) |         |

### Bảng C
| VT | Đội      | ST | T | H | B | BT | BB | HS  | Đ | Giành quyền tham dự |
| -- | -------- | -- | - | - | - | -- | -- | --- | - | ------------------- |
| 1  | Hàn Quốc | 3  | 2 | 1 | 0 | 12 | 3  | +9  | 7 | Tứ kết              |
| 2  | Đức      | 3  | 1 | 2 | 0 | 15 | 5  | +10 | 5 | Tứ kết              |
| 3  | México   | 3  | 1 | 1 | 1 | 7  | 4  | +3  | 4 |                     |
| 4  | Fiji     | 3  | 0 | 0 | 3 | 1  | 23 | −22 | 0 |                     |

| México                    | 2–2                                | Đức                     |
| ------------------------- | ---------------------------------- | ----------------------- |
| Peralta 52' · Pizarro 60' | Chi tiết (Rio2016) Chi tiết (FIFA) | Gnabry 58' · Ginter 78' |

| Fiji | 0–8                                | Hàn Quốc |
| ---- | ---------------------------------- | --- |
|      | Chi tiết (Rio2016) Chi tiết (FIFA) | Ryu Seung-Woo 32', 63', 90+3' · Kwon Chang-Hoon 62', 63' · Son Heung-Min 72' (ph.đ.) · Suk Hyun-Jun 77', 90' |

| Fiji        | 1–5                                | México                                      |
| ----------- | ---------------------------------- | ------------------------------------------- |
| Krishna 10' | Chi tiết (Rio2016) Chi tiết (FIFA) | Guitiérrez 48', 55', 58', 73' · Salcedo 67' |

| Đức                           | 3–3                                | Hàn Quốc                                                  |
| ----------------------------- | ---------------------------------- | --------------------------------------------------------- |
| Gnabry 33', 90+2' · Selke 55' | Chi tiết (Rio2016) Chi tiết (FIFA) | Hwang Hee-Chan 25' · Son Heung-Min 57' · Suk Hyun-Jun 87' |

| Đức                                                                             | 10–0                               | Fiji |
| ------------------------------------------------------------------------------- | ---------------------------------- | ---- |
| Gnabry 8', 45' · Petersen 14', 33', 40', 63' (ph.đ.), 70' · Meyer 30', 49', 52' | Chi tiết (Rio2016) Chi tiết (FIFA) |      |

| Hàn Quốc            | 1–0                                | México |
| ------------------- | ---------------------------------- | ------ |
| Kwon Chang-Hoon 73' | Chi tiết (Rio2016) Chi tiết (FIFA) |        |

### Bảng D
| VT | Đội        | ST | T | H | B | BT | BB | HS | Đ | Giành quyền tham dự |
| -- | ---------- | -- | - | - | - | -- | -- | -- | - | ------------------- |
| 1  | Bồ Đào Nha | 3  | 2 | 1 | 0 | 5  | 2  | +3 | 7 | Tứ kết              |
| 2  | Honduras   | 3  | 1 | 1 | 1 | 5  | 5  | 0  | 4 | Tứ kết              |
| 3  | Argentina  | 3  | 1 | 1 | 1 | 3  | 4  | −1 | 4 |                     |
| 4  | Algérie    | 3  | 0 | 1 | 2 | 4  | 6  | −2 | 1 |                     |

| Honduras                              | 3–2                                | Algérie                      |
| ------------------------------------- | ---------------------------------- | ---------------------------- |
| Quioto 13' · Pereira 33' · Lozano 79' | Chi tiết (Rio2016) Chi tiết (FIFA) | Bendebka 68' · Bounedjah 85' |

| Bồ Đào Nha               | 2–0                                | Argentina |
| ------------------------ | ---------------------------------- | --------- |
| Paciência 66' · Pité 84' | Chi tiết (Rio2016) Chi tiết (FIFA) |           |

| Honduras | 1–2                                | Bồ Đào Nha                     |
| -------- | ---------------------------------- | ------------------------------ |
| Elis 1'  | Chi tiết (Rio2016) Chi tiết (FIFA) | Figueiredo 21' · Paciência 36' |

| Argentina                | 2–1                                | Algérie      |
| ------------------------ | ---------------------------------- | ------------ |
| Correa 47' · Calleri 70' | Chi tiết (Rio2016) Chi tiết (FIFA) | Bendebka 64' |

| Argentina      | 1–1                                | Honduras           |
| -------------- | ---------------------------------- | ------------------ |
| Martínez 90+3' | Chi tiết (Rio2016) Chi tiết (FIFA) | Lozano 75' (ph.đ.) |

| Algérie       | 1–1                                | Bồ Đào Nha            |
| ------------- | ---------------------------------- | --------------------- |
| Benkablia 30' | Chi tiết (Rio2016) Chi tiết (FIFA) | Paciência 25' (ph.đ.) |

## Vòng đấu loại trực tiếp
Tại vòng loại trực tiếp, nếu một trận đấu hòa trong thời gian thi đấu chính thức, hai đội sẽ thi đấu hiệp phụ (hai hiệp mỗi hiệp 15 phút) và sau đó, nếu cần thiết sút luân lưu sẽ được sử dụng để xác định đội giành chiến thắng.
Ngày 18 tháng 3 năm 2016, Ban điều hành FIFA đồng ý cho giải đấu thử nghiệm của Ủy ban bóng đá quốc tế thay người thứ tư khi trận đấu bước vào hiệp phụ.
|  | Tứ kết                      | Tứ kết                 |                             |       | Bán kết               | Bán kết               |  |  | Tranh huy chương vàng | Tranh huy chương vàng |
|  |                             |                        |                             |       |                       |                       |  |  |                       |                       |
|  | 13 tháng 8 — São Paulo      |                        |                             |       |                       |                       |  |  |                       |                       |
|  |                             |                        |                             |       |                       |                       |  |  |                       |                       |
|  | Brasil                      | 2                      |                             |       |                       |                       |  |  |                       |                       |
|  | Brasil                      | 2                      | 17 tháng 8 — Rio de Janeiro |       |                       |                       |  |  |                       |                       |
|  | Colombia                    | 0                      |                             |       |                       |                       |  |  |                       |                       |
|  | Colombia                    | 0                      | Brasil                      | 6     |                       |                       |  |  |                       |                       |
|  | 13 tháng 8 — Belo Horizonte |                        | Brasil                      | 6     |                       |                       |  |  |                       |                       |
|  |                             | Honduras               | 0                           |       |                       |                       |  |  |                       |                       |
|  | Hàn Quốc                    | Honduras               | 0                           | 0     |                       |                       |  |  |                       |                       |
|  | Hàn Quốc                    |                        | 20 tháng 8 — Rio de Janeiro | 0     |                       |                       |  |  |                       |                       |
|  | Honduras                    | 1                      |                             |       |                       |                       |  |  |                       |                       |
|  | Honduras                    | 1                      | Brasil                      | 1 (5) |                       |                       |  |  |                       |                       |
|  | 13 tháng 8 — Salvador       |                        | Brasil                      | 1 (5) |                       |                       |  |  |                       |                       |
|  |                             | Đức                    | 1 (4)                       |       |                       |                       |  |  |                       |                       |
|  | Nigeria                     | Đức                    | 1 (4)                       | 2     |                       |                       |  |  |                       |                       |
|  | Nigeria                     | 17 tháng 8 — São Paulo |                             | 2     |                       |                       |  |  |                       |                       |
|  | Đan Mạch                    | 0                      |                             |       |                       |                       |  |  |                       |                       |
|  | Đan Mạch                    | 0                      | Nigeria                     | 0     |                       |                       |  |  |                       |                       |
|  | 13 tháng 8 — Brasília       |                        | Nigeria                     | 0     |                       |                       |  |  |                       |                       |
|  |                             | Đức                    | 2                           |       | Tranh huy chương đồng | Tranh huy chương đồng |  |  |                       |                       |
|  | Bồ Đào Nha                  | Đức                    | 2                           | 0     | Tranh huy chương đồng | Tranh huy chương đồng |  |  |                       |                       |
|  | Bồ Đào Nha                  |                        | 20 tháng 8 — Belo Horizonte | 0     |                       |                       |  |  |                       |                       |
|  | Đức                         | 4                      |                             |       |                       |                       |  |  |                       |                       |
|  | Đức                         | 4                      | Honduras                    | 2     |                       |                       |  |  |                       |                       |
|  |                             |                        |                             |       |                       |                       |  |  |                       |                       |
|  | Nigeria                     | 3                      |                             |       |                       |                       |  |  |                       |                       |
|  | Nigeria                     | 3                      |                             |       |                       |                       |  |  |                       |                       |

### Tứ kết
| Bồ Đào Nha | 0–4                                 | Đức                                             |
| ---------- | ----------------------------------- | ----------------------------------------------- |
|            | Chi tiết (Rio 2016) Chi tiết (FIFA) | Gnabry 45+1' · Ginter 57' · Selke 75' · Max 87' |

| Nigeria                  | 2–0                                 | Đan Mạch |
| ------------------------ | ----------------------------------- | -------- |
| Obi Mikel 16' · Umar 59' | Chi tiết (Rio 2016) Chi tiết (FIFA) |          |

| Hàn Quốc | 0–1                                 | Honduras |
| -------- | ----------------------------------- | -------- |
|          | Chi tiết (Rio 2016) Chi tiết (FIFA) | Elis 59' |

| Brasil                | 2–0                                 | Colombia |
| --------------------- | ----------------------------------- | -------- |
| Neymar 12' · Luan 83' | Chi tiết (Rio 2016) Chi tiết (FIFA) |          |

### Bán kết
| Brasil                                                                        | 6–0                                 | Honduras |
| ----------------------------------------------------------------------------- | ----------------------------------- | -------- |
| Neymar 1', 90+1' (ph.đ.) · Gabriel Jesus 26', 35' · Marquinhos 51' · Luan 79' | Chi tiết (Rio 2016) Chi tiết (FIFA) |          |

| Nigeria | 0–2                                 | Đức                           |
| ------- | ----------------------------------- | ----------------------------- |
|         | Chi tiết (Rio 2016) Chi tiết (FIFA) | Klostermann 9' · Petersen 89' |

### Huy chương đồng
| Honduras                    | 2–3                                 | Nigeria                        |
| --------------------------- | ----------------------------------- | ------------------------------ |
| Lozano 71' · M. Pereira 86' | Chi tiết (Rio 2016) Chi tiết (FIFA) | S. Umar 34', 56' · A. Umar 49' |

### Huy chương vàng
| Brasil                                               | 1–1                                 | Đức                                        |
| ---------------------------------------------------- | ----------------------------------- | ------------------------------------------ |
| Neymar 26'                                           | Chi tiết (Rio 2016) Chi tiết (FIFA) | Meyer 59'                                  |
| Loạt sút luân lưu                                    |                                     |                                            |
| Renato Augusto · Marquinhos · Rafina · Luan · Neymar | 5–4                                 | Ginter · Gnabry · Brandt · Süle · Petersen |

## Danh sách cầu thủ ghi bàn
6 bàn
- Serge Gnabry
- Nils Petersen

4 bàn
- Neymar
- Maximilian Meyer
- Erick Gutiérrez
- Oghenekaro Etebo
- Umar Sadiq

3 bàn
- Gabriel Jesus
- Luan
- Teo Gutiérrez
- Anthony Lozano
- Kwon Chang-Hoon
- Ryu Seung-Woo
- Suk Hyun-Jun
- Gonçalo Paciência

2 bàn
- Sofiane Bendebka
- Gabriel
- Dorlan Pabón
- Matthias Ginter
- Davie Selke
- Alberth Elis
- Asano Takuma
- Son Heung-Min
- Aminu Umar

1 bàn
- Mohamed Benkablia
- Baghdad Bounedjah
- Jonathan Calleri
- Ángel Correa
- Mauricio Martínez
- Marquinhos
- Robert Skov
- Roy Krishna
- Lukas Klostermann
- Philipp Max
- Marcelo Pereira
- Romell Quioto
- Saad Abdul-Amir
- Koroki Shinzo
- Minamino Takumi
- Nakajima Shoya
- Suzuki Musashi
- Yajima Shinya
- Oribe Peralta
- Rodolfo Pizarro
- Carlos Salcedo
- John Obi Mikel
- Tobias Figueiredo
- Pité
- Hwang Hee-Chan
- Gift Motupa
- Astrit Ajdarević
- Mikael Ishak

1 bàn phản lưới nhà
- Fujiharu Hiroki (trận đấu gặp Colombia)

## Xếp hạng chung cuộc
| VT | Đội        | ST | T | H | B | BT | BB | HS  | Đ  | Kết quả chung cuộc  |
| -- | ---------- | -- | - | - | - | -- | -- | --- | -- | ------------------- |
| 1  | Brasil (H) | 6  | 3 | 3 | 0 | 13 | 1  | +12 | 12 | Huy chương vàng     |
| 2  | Đức        | 6  | 3 | 3 | 0 | 22 | 6  | +16 | 12 | Huy chương bạc      |
| 3  | Nigeria    | 6  | 4 | 0 | 2 | 11 | 10 | +1  | 12 | Huy chương đồng     |
| 4  | Honduras   | 6  | 2 | 1 | 3 | 8  | 14 | −6  | 7  | Hạng tư             |
|    |            |    |   |   |   |    |    |     |    |                     |
| 5  | Hàn Quốc   | 4  | 2 | 1 | 1 | 12 | 4  | +8  | 7  | Bị loại ở tứ kết    |
| 6  | Bồ Đào Nha | 4  | 2 | 1 | 1 | 5  | 6  | −1  | 7  | Bị loại ở tứ kết    |
| 7  | Colombia   | 4  | 1 | 2 | 1 | 6  | 6  | 0   | 5  | Bị loại ở tứ kết    |
| 8  | Đan Mạch   | 4  | 1 | 1 | 2 | 1  | 6  | −5  | 4  | Bị loại ở tứ kết    |
|    |            |    |   |   |   |    |    |     |    |                     |
| 9  | México     | 3  | 1 | 1 | 1 | 7  | 4  | +3  | 4  | Bị loại ở vòng bảng |
| 10 | Nhật Bản   | 3  | 1 | 1 | 1 | 7  | 7  | 0   | 4  | Bị loại ở vòng bảng |
| 11 | Argentina  | 3  | 1 | 1 | 1 | 3  | 4  | −1  | 4  | Bị loại ở vòng bảng |
| 12 | Iraq       | 3  | 0 | 3 | 0 | 1  | 1  | 0   | 3  | Bị loại ở vòng bảng |
| 13 | Nam Phi    | 3  | 0 | 2 | 1 | 1  | 2  | −1  | 2  | Bị loại ở vòng bảng |
| 14 | Algérie    | 3  | 0 | 1 | 2 | 4  | 6  | −2  | 1  | Bị loại ở vòng bảng |
| 15 | Thụy Điển  | 3  | 0 | 1 | 2 | 2  | 4  | −2  | 1  | Bị loại ở vòng bảng |
| 16 | Fiji       | 3  | 0 | 0 | 3 | 1  | 23 | −22 | 0  | Bị loại ở vòng bảng |